# Houston Museum District
Het Houston Museum District (of Museum District) is een museumwijk in Houston in de Amerikaanse staat Texas.  
Het Museum District ligt in de nabijheid van de Rice University en telt diverse parken, een grote dierentuin en vele musea.

## Musea
- Museum of Fine Arts (Houston)
  - Cullen Sculpture Garden

- The Menil Collection
  - Byzantine Fresco Chapel Museum
  - The Rothko Chapel
  - Cy Twombly Gallery

- Contemporary Arts Museum Houston
- Rice University Art Gallery
- Buffalo Soldiers National Museum
- Children's Museum of Houston
- Czech Cultural Center Houston
- The Health Museum
- Holocaust Museum Houston

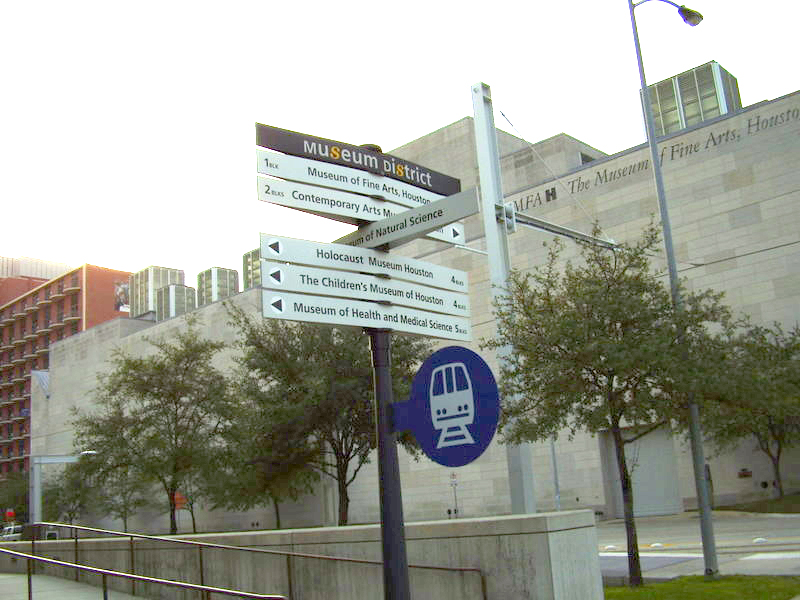
Bewegwijzering Museum District

- Houston Center for Contemporary Craft
- Houston Center for Photography
- Houston Museum of Natural Science
- The John C. Freeman Weather Museum
- The Jung Center Of Houston
- Lawndale Art Center